# О’Хэр, Джон
Джон О’Хэр (англ. John O'Hare; род. 24 сентября 1946 года, Рентон, Шотландия, Великобритания) — шотландский футболист. Выступал за «Сандерленд», «Дерби Каунти», «Ноттингем Форест». Сыграл тринадцать матчей за сборную Шотландии, забил пять мячей.

## Карьера
Джон О’Хэр родился в Рентоне, Шотландия. Клубную карьеру начал в английском клубе «Сандерленд», выступая за красно-белых между 1964 и 1967 годами.
Затем О’Хэр перебрался в «Дерби Каунти» за 20 тысяч фунтов стерлингов. На новом месте футболиста часто критиковали, поскольку на поле он не отличался хорошей скоростью и был достаточно медлителен. Однако главный тренер клуба Брайан Клаф не терял веру в игрока, и уже во втором сезоне О’Хэр оправдал затраты клуба. Он помог клубу выиграть первый в истории титул чемпиона Англии. «Дерби Каунти» всего на одно очко опередил шедший следом «Манчестер Сити».
Когда Клаф покинул «Дерби Каунти», Джон О’Хэр вместе с партнёром по команде Джоном Макговерном последовал за тренером и перешёл в «Лидс Юнайтед». Карьера в новом клубе не сложилась ни у тренера, ни у игрока. Брайан Клаф покинул команду всего через 44 дня.
О’Хэр и Макговерн воссоединились с Клафом через год в «Ноттингем Форест». Уже в первом сезоне клуб выиграл Первый дивизион Футбольной лиги, а через год одержал победу в Кубке европейских чемпионов.
После окончания карьеры в Европе, Джон О’Хэр выступал в Североамериканской футбольной лиге, где в общей сложности сыграл 40 матчей и забил 14 голов.
Сейчас бывший футболист работает в компании Toyota.

## Достижения
Дерби Каунти
- Чемпион Англии: 1971/72
- Победитель Второго дивизион Английской футбольной лиги: 1968/69

Ноттингем Форест
- 2-кратный обладатель Кубка европейских чемпионов: 1978/79, 1979/80
- Обладатель Суперкубка УЕФА: 1979
- Чемпион Англии: 1977/78
- 2-кратный обладатель Кубка Английской футбольной лиги: 1977/78, 1978/79
- Обладатель Суперкубка Англии: 1978